# Feglitzbach
Der Feglitzbach ist ein Bach in der Gemeinde Matrei in Osttirol (Bezirk Lienz). Er entspringt an der Ostseite der Lasörlinggruppe und mündet westlich von Feld in die Isel.

## Verlauf
Der Feglitzbach entspringt als Abfluss zweier kleiner Bergseen östlich des Defregger Riegels. Er nimmt kurze Zeit später einen weiteren kleinen Quellbach linksseitig auf und fließt im Anschluss nach Nordosten durch bewaldete Schluchten, wobei er im Unterlauf linksseitig einen kurzen Graben aufnimmt, der die Feglitzwiesen entwässert. Der Feglitzbach stürzt im Unterlauf über einen Wasserfall und mündet schließlich westlich der am anderen Ufer der Isel gelegenen Ortschaft Feld linksseitig in die Isel ein.
Kurz vor der Einmündung in die Isel unterquert der Feglitzbach die „Lawinenverbauung Feglitzbachgalerie“ bzw. die Felbertauern Straße (B 108). Das Bauwerk dient der Lawinen-  und  Steinschlagsicherung und wurde zwischen 1999 und 2000 errichtet. Das 220 Meter lange Bauwerk umfasste neben der eigentlichen Lawinengalerie auch die Adaptierung der bachseitigen Stützmauern sowie die Bachverbauung des Feglitzbaches oberhalb sowie im Bereich der Lawinengalerie.